# Municipio de Midland (Dakota del Norte)
El municipio de Midland (en inglés: Midland Township) es un municipio ubicado en el condado de Pembina en el estado estadounidense de Dakota del Norte. En el año 2010 tenía una población de 71 habitantes y una densidad poblacional de 0,39 personas por km².

## Geografía
El municipio de Midland se encuentra ubicado en las coordenadas 48°38′14″N 97°19′54″O / 48.63722, -97.33167. Según la Oficina del Censo de los Estados Unidos, el municipio tiene una superficie total de 180.99 km², de la cual 180,91 km² corresponden a tierra firme y (0,04 %) 0,07 km² es agua.

## Demografía
Según el censo de 2010, había 71 personas residiendo en el municipio de Midland. La densidad de población era de 0,39 hab./km². De los 71 habitantes, el municipio de Midland estaba compuesto por el 95,77 % blancos, el 4,23 % eran de otras razas. Del total de la población el 7,04 % eran hispanos o latinos de cualquier raza.